# Saint-Prex
Saint-Prex é uma comuna da Suíça, situada no distrito de Morges, no cantão de Vaud. Tem 5,49 km² de área e sua população em 2018 foi estimada em 5.679 habitantes.